# Empis protarsalis
Empis protarsalis är en tvåvingeart som beskrevs av Collin 1927. Empis protarsalis ingår i släktet Empis och familjen dansflugor. Inga underarter finns listade i Catalogue of Life.